# Неа Скиони
Неа Скиони или Цапрани (на гръцки: Νέα Σκιώνη, до 1930 година Κεραμίδι, Керамиди, до 1928 година Τσαπράνι, Цапрани) е село в Егейска Македония, Гърция, в дем Касандра, административна област Централна Македония. Неа Скиони има население от 889 души (2001).

## География
Неа Скиони е разположено в южния край на полуостров Касандра, на брега на Солунския залив, на 110 km от Солун. Фрама (Φράμα) се води отделно селище с 21 жители.

## История

### Античност
Селото носи името на античния град Скионе, основан около 700 година преди новата ера от заселници от Ахая. Развалините на Скионе се намират на 3 километра югоизточно от Неа Скиони.

### В Османската империя
През средновековието в планината над брега се появява селище под името Цапрани. По време на турското владичество селището е едно от 12-те села на полуострова и е вакъф на Газанфер ага. Югоизточно от селото на два километра по пътя към Агиос Николаос (Лутра Агияс Параскевис) на мястото на Скионе е разположена църквата „Света Богородица Фанеромени“ със запазени стенописи от ΧVΙ – XVII век. Жителите на Цапрани участват във Халкидическото въстание, като един от най-известните революционери от селото е Николаос Стерю.
В XIX век Цапрани е село в каза Касандра на Османската империя. Александър Синве („Les Grecs de l’Empire Ottoman. Etude Statistique et Ethnographique“) в 1878 година пише, че в Джапрани (Djaprani), Касандрийска епархия, живеят 430 гърци. Към 1900 година според статистиката на Васил Кънчов („Македония. Етнография и статистика“) в Джайранъ живеят 65 жители гърци християни.

### В Гърция
В 1912 година, по време на Балканската война, в Цапрани влизат гръцки части и след Междусъюзническата война в 1913 година остава в Гърция. В 1928 година е преименувано на Керамиди, а след две години – на Неа Скиони, тоест Нов Скиони по името на античния град. Около 1930 година селото в планината е изоставено и жителите слизат на морското крайбрежие. От старото село е запазена църквата „Света Троица“, построена в 1867 година.
| Име        | Име          | Ново име   | Ново име   | Описание                               |
| ---------- | ------------ | ---------- | ---------- | -------------------------------------- |
| Бармуси    | Μπαρμούσι    | Ликоперама | Λυκοπέραμα |                                        |
| Драбала    | Ντραμπάλα    | Метопо     | Μέτωπο     | възвишение на СЗ от Неа Скиони         |
| Кацабанера | Κατσαμπανέρα | Псилома    | Ψήλωμα     | възвишение на СЗ от Неа Скиони (298 m) |

| Година | Жители |
| ------ | ------ |
| 1981   | 740    |
| 1991   | 786    |
| 2001   | 889    |